# Crucibulum planum
Crucibulum planum is een slakkensoort uit de familie van de Calyptraeidae. De wetenschappelijke naam van de soort is voor het eerst geldig gepubliceerd in 1817 door Schumacher.